# Буланжерит
Буланжери́т (англ. Boulangerite от имени собственного), также мулланит (англ. Mullanite) сурьмяная перистая руда или сурьмяно-свинцовая обманка — редкий черновато-свинцово-серый минерал с металлическим блеском и шёлковым отливом. Относится к классу сульфидов (подкласса сложных сульфидов), по составу смешанный сульфид свинца и сурьмы с расчётной формулой Pb5Sb4S11 или, иначе — 5PbS•2Sb2S3.:272 Буланжерит считается второстепенной свинцовой рудой.

## Открытие и название
Минерал был впервые открыт в 1835 году в Окситании французским молодым французским горным инженером Шарлем Буланже (С. L. Boulanger, 1810-1849), который, проанализировав находку, назвал её просто по составу «лат. plomb antimonie sulfure» (свинец с сурьмой и серой). Через два года минерал подробно описал норвежский химик и минералог Мориц Христиан Юлиус Таулов, который присвоил ему название в честь первооткрывателя, до сих пор международно признанное.

## Свойства
Кристаллы редки, чаще образует войлокоподобные или лучистые агрегаты, сплошные массы. Плеохроизм слабый. Люминесценция отсутствует. Не радиоактивен.
Состав (%): Pb — 55,%; Sb — 25,7; S — 18,9. При больших массах залеганий может быть рудой свинца (обогащается флотацией с ксантогенатами).
Легко плавится, растворяется в подогретых азотной и соляной кислотах с выделением сероводорода. Хорошо проводит электричество.
Встречается в гидротермальных месторождениях вместе с галенитом, сфалеритом, пиритом. Можно спутать с антимонитом и джемсонитом.
В украинских месторождениях отмечается исключительно тесные ассоциации горного хрусталя и буланжерита, обнаруживаемые в сульфидных жилах. Удлиненные идиоморфные кристаллы кварца регулярно встречаются совместно с игольчатыми скоплениями буланжерита. В подобных скоплениях кварц и буланжерит растут соосно, в одном направлении, реже кварц поперечно сечёт буланжерит. Нередко кристаллы горного хрусталя пронизаны иглами буланжерита. Последний встречается в кварце то в виде одиночных кристалликов, то исключительно густо, до предела насыщая кристалл кварца, делая его непрозрачным и сообщая ему густо чёрную окраску.:34

## Месторождения
Встречается в Германии, Чехии, Румынии, Франции, Швеции, Мексике, США, России (Приполярный Урал; Восточное Забайкалье, часто с примесью меди), Узбекистане, на Украине.